# Papilio zelicaon
Espèce
Papilio zelicaon ou Machaon anis est une espèce nord-américaine d'insectes lépidoptères qui appartient à la famille des Papilionidae, à la sous-famille des Papilioninae et au genre Papilio.

## Dénomination
Il a été nommé Papilio zelicaon par Hippolyte Luca en 1852.

### Noms vernaculaires
Papilio zelicaon se nomme Anise Swallowtail ou Western Swallowtail en anglais .

#### Sous-espèces
- Papilio zelicaon zelicaon
- Papilio zelicaon nitra Edwards, 1883[1].

## Description

### Imago
Papilio zelicaon est un grand papillon noir de forme vaguement triangulaire possédant une queue. Il est ornementé d'une très large bande de taches jaune clair formant un V, d'une ligne submarginale de taches blanches, et aux postérieures d'une ligne de taches bleues et d'une lunule anale rouge centrée de noir. Il existe une forme où le jaune domine sur le noir et une forme où le noir domine sur le jaune.

### Chenille et chrysalide
La chenille est verte très clair à points noirs et jaunes.

## Biologie

### Période de vol et hivernation
Il vole entre mai et août suivant son habitat.
Il hiverne à l’état de chrysalide.

### Plantes hôtes
Les plantes hôtes de sa chenille sont très nombreuses Anethum graveolens, Angelica ampla, Angelica arguta, Angelica hendersonii, Angelica kingii, Angelica lineariloba, Angelica tomentosa, Angelica lucida, Apium graveolens, Cicuta maculata, Conioselinum scopulorum, Daucus carota, Daucus pusillus, Conium maculatum, Carum carvi, Foeniculum vulgare, Harbouria trachypleura, Heracleum lanatum, Heracleum sphondylium, Heracleum sphondylium ssp. montanum, Ligusticum porteri, Ligusticum grayi, Lomatium nuttallii, Lomatium californicum, Lomatium dasycarpum, Lomatium utriculatum, Lomatium parryi, Lomatium grayi, Lomatium triternatum, Lomatium marginatum, Oenanthe sarmentosa, Zizia aptera, Pseudocymopterus montanus, Pimpinella, Petroselinum crispum, Pteryxia hendersoni, Pteryxia petraea, Pteryxia terebinthina var. californica, Pastinaca sativa, Perideridia bolanderi, Perideridia gairdneri, Perideridia kelloggii, Sphenosciadium capitellatum, Tauschia arguta, Tauschia arguta parishii, Citrus sinensis, Citrus limon, Ruta graveolens.

## Écologie et distribution
Il réside sur la côte pacifique de l'Amérique du Nord, de la Colombie-Britannique à la Basse Californie, dans le sud de la Colombie-Britannique, le sud-est du Dakota du Nord, la Californie, l'Arizona, le Nouveau-Mexique, la Basse-Californie et au Mexique. Au Nebraska il n'a été vu qu'exceptionnellement,.

### Biotope
Il réside aussi bien sur les bords de route, dans les jardins, les friches.

### Protection
Pas de statut de protection particulier.